# Патетическое трио
Патетическое трио (фр. Trio Pathétique) ре минор для кларнета (или скрипки), фагота (или виолончели) и фортепиано — камерное произведение Михаила Ивановича Глинки. Написанное в 1832 году, Патетическое трио стало последним обращением двадцативосьмилетнего композитора к музыке для камерного ансамбля. Всю оставшуюся жизнь Глинка посвятил созданию сценических, оркестровых, вокальных, хоровых и фортепианных произведений.

Трио было написано Глинкой осенью 1832 года во время путешествия по Италии, предпринятого композитором для поправки здоровья. Изучая в это время композицию в Миланской консерватории (позднее названной именем Джузеппе Верди), композитор испытал влияние итальянских композиторов Доницетти и Беллини, чем отчасти объясняется не вполне характерная для Глинки стилистика этого произведения. Вскоре после завершения работы над трио в Милане состоялась его мировая премьера. Его первыми исполнителями стали музыканты оркестра театра Ла Скала кларнетист Пьетро Тассистро, фаготист Антонио Канту и сам Глинка, исполнивший партию фортепиано. Позже, по настоянию своего издателя, Глинка осуществил редакцию этого произведения для стандартного фортепианного трио, состоящего из скрипки, виолончели и фортепиано. Поскольку партии в этих редакциях взаимозаменяемы, Патетическое трио иногда исполняется кларнетом, виолончелью и фортепиано.
Среди наиболее известных аудиозаписей оригинальной редакции трио — запись в исполнении кларнетиста Карла Лайстера, фаготиста Милана Турковича и пианиста Ференца Богнара.

### Комментарии
1. ↑  Некоторые источники ошибочно датируют его 1827 годом.
2. ↑  Кроме того, некоторые особенности произведения объясняется угнетённым состоянием, в котором из-за тяжёлой болезни находился композитор во время написания трио.